# Sutton Place (Manhattan)

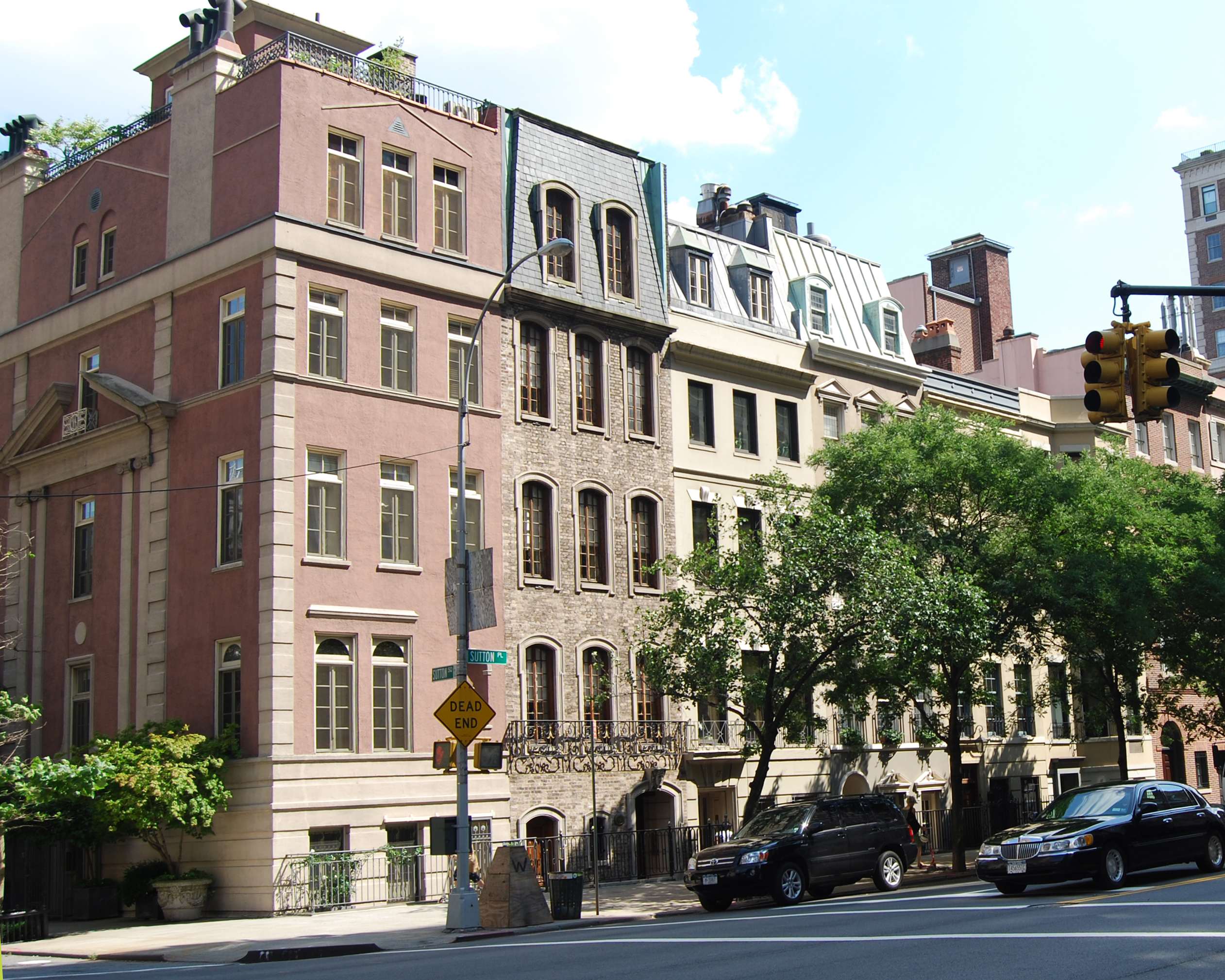
Stadthäuser an der Ecke Sutton Place und Sutton Square

Sutton Place ist eine Straße und ein gleichnamiges Stadtviertel im Stadtbezirk Manhattan in New York City. Sutton Place liegt im Osten von Midtown Manhattan (Midtown East) am East River und grenzt im Norden direkt an die Queensboro Bridge und die Upper East Side.

## Lage und Beschreibung

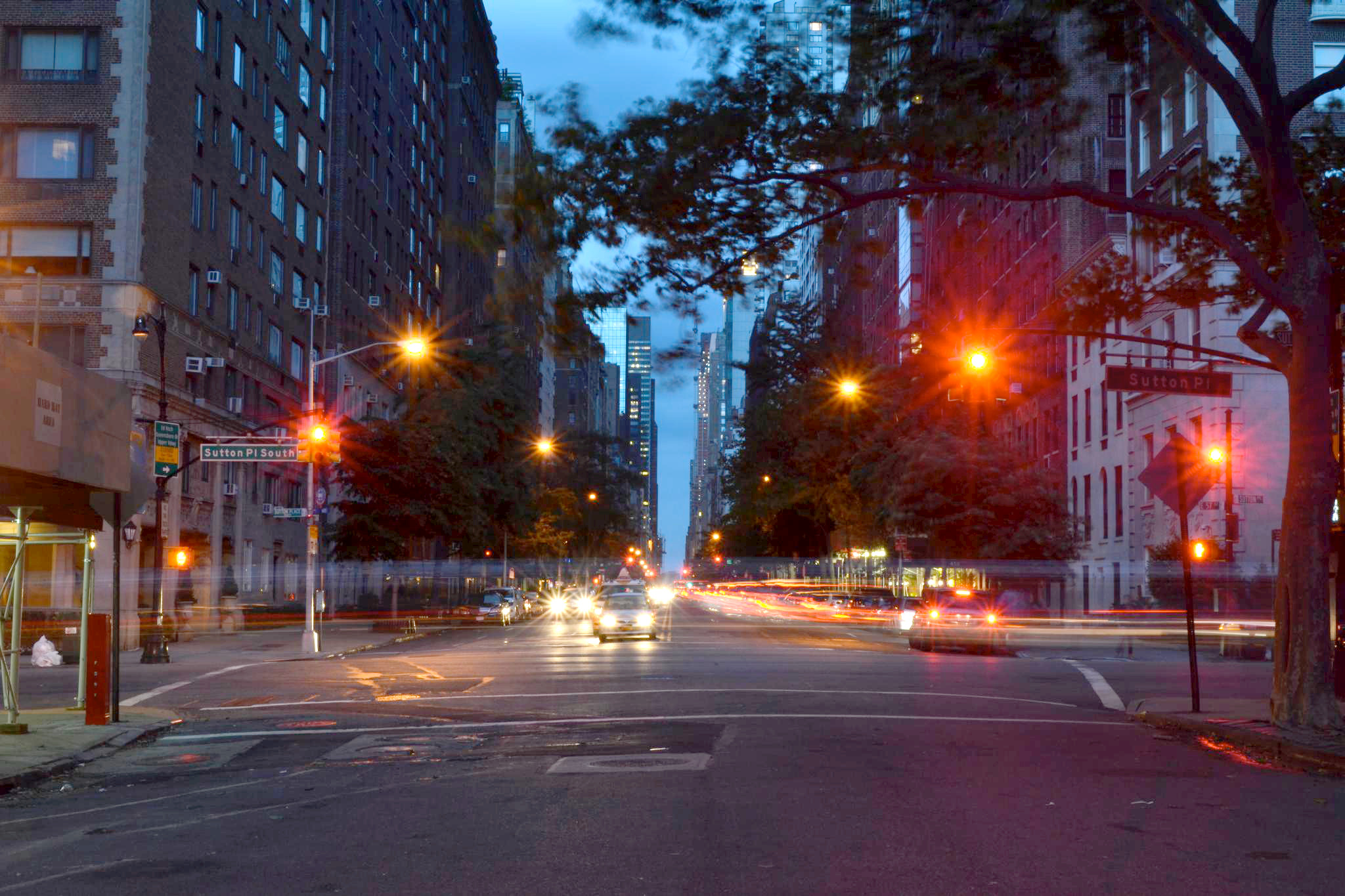
Kreuzung 57th Street / Sutton Place / Sutton Place South

Die relativ kurze Straße Sutton Place befindet sich östlich und parallel zur First Avenue zwischen der 57th und 59th Street. Südlich der 57th Street verläuft bis zur 53rd Street der Straßenabschnitt Sutton Place South. Beide Straßenabschnitte haben zusammen eine Länge von etwa 480 Meter. Nördlich der 59th Street und der Queensboro Bridge heißt die Fortsetzung der Straße York Avenue.
Das gleichnamige kleine Viertel Sutton Place ist eine exklusive Wohngegend. Es erstreckt sich entlang der Straße Sutton Place und Sutton Place South von der 59th Street bis zur 53rd Street sowie zwischen East River und der First Avenue südlich der Queensboro Bridge. Manchmal wird auch die Second Avenue als westliche Begrenzung angesehen. Im Viertel existieren noch der Platz Sutton Square als Sackgasse am Ende der East 58th Street östlich von Sutton Place und als private Auffahrtsstraße die Riverview Terrace im Nordosten des Viertels an der Queensboro Bridge. Hier befindet sich eine Reihe von Stadthäusern. Der 2022 fertiggestellte Wohnturm Sutton 58 (auch Sutton Tower) ist mit rund 258 m das höchste Gebäude im Viertel und belegt den 33. Platz in New York. Angrenzende Stadtteile sind im Süden Turtle Bay, im Westen Midtown East und im Norden Lenox Hill.
Das Viertel Sutton Place ist Teil des Manhattan Community District 6 und hatte 2020 laut US-Census in der angegebenen Begrenzung 10.216 Einwohner.

## Geschichte
Sutton Place war ursprünglich einer der abgetrennten Teile der Avenue A östlich der First Avenue. 1875 errichtete hier Effingham B. Sutton eine Gruppe von Stadthäusern (Brownstones) zwischen der 57th Street und der 58th Street. Man sagt, er habe der Straße seinen Namen geliehen, doch die älteste Quelle, die die New York Times hierzu ausfindig machen konnte, ist jüngeren Datums: 1883. Zu dieser Zeit genehmigte das New York City Board of Aldermen den Antrag den Namen der Straße von „Avenue A“ auf der Höhe von der 57th Street bis zur 60th Street in „Sutton Place“ zu ändern. Der freie Block zwischen der 59th Street und der 60th Street liegt heute nicht mehr am Sutton Place, sondern schon an der Avenue A.
In Mode kam der Sutton Place um 1920, als verschiedene reiche New Yorker hier ihre Stadthäuser mit Blick auf den East River errichteten. Gleich darauf entstanden große Apartmenthäuser mit Eigentumswohnungen am Sutton Place und Sutton Place South, wovon einige von Rosario Candela entworfen wurden. Dieser Bauboom kam zu einem schlagartigen Stillstand mit der Weltwirtschaftskrise von 1929, so dass im südlichen Teil von Sutton Place South (südlich der 56th Street) und am nördlichen Ende von Sutton Place (neben der Queensboro Bridge) erst in den 1940er und 1950er Jahren weitergebaut wurde.

## Berühmte Bewohner
Unter den berühmten Bewohnern des Sutton Place Viertels zählen Vertreter der Finanzwirtschaft wie Raj Rajaratnam (Gründer der Galleon Group, eines großen amerikanischen Hedgefonds), Richard Jenrette (Gründer von Donaldson, Lufkin & Jenrette). Auch lebten hier Consuelo Vanderbilt und Mario Cuomo (Gouverneur des Staates New York).
Sutton Place zog auch die Kreativen New Yorks an, wie den Architekten I. M. Pei, die Innenarchitektin Elsie de Wolfe (besser bekannt als „Lady Mendl“), die Designer  Kenneth Cole und Bill Blass, eine Reihe von Schauspielern wie Sigourney Weaver, Lillian Gish, Joan Crawford, C. Z. Guest, Peter Lawford und dessen Frau Patricia Kennedy Lawford (Schwester von John F. Kennedy), Marilyn Monroe mit ihrem Ehemann und Schriftsteller Arthur Miller sowie verschiedene Sänger und Musiker wie Freddie Mercury, Michael Jackson oder Bobby Short (Sänger und Pianist).
Die Adresse One Sutton Place (North) ist ein imposantes Stadthaus an der nordöstlichen Ecke von Sutton Place und East 57th Street. Es wurde für Anne Harriman Vanderbilt, der Witwe von William Kissam Vanderbilt, erbaut. Das Nachbargebäude ist der offizielle Wohnsitz des Generalsekretärs der Vereinten Nationen und war zuvor der Wohnsitz von Anne Vanderbilt. Ursprünglich wurde dieses Stadthaus 1921 für Anne Morgan, die Tochter des Finanziers J. P. Morgan erbaut und schließlich 1972 als Schenkung den Vereinten Nationen überlassen.

## Parks

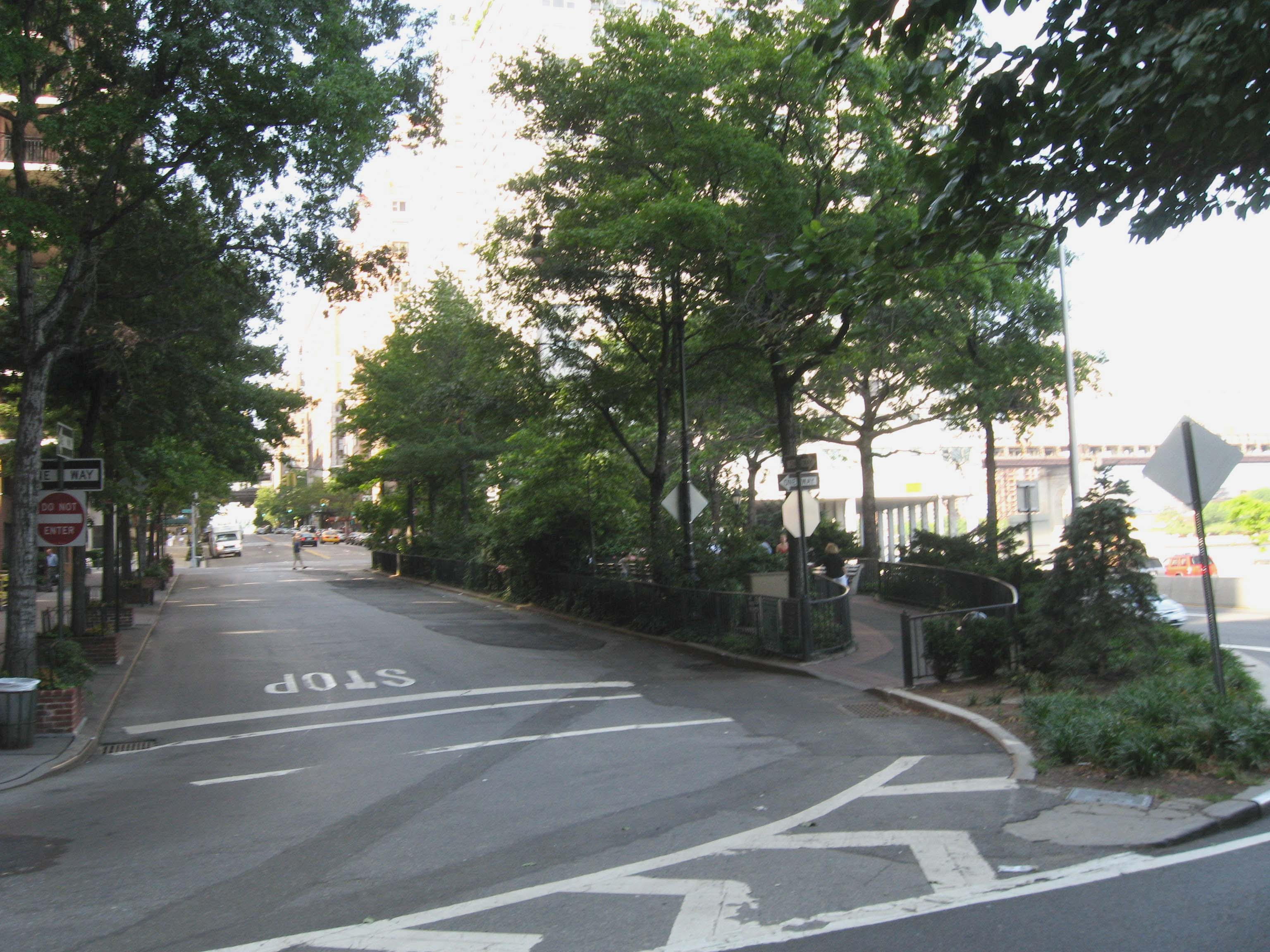
Blick in den Sutton Place von der Ecke 53rd Street Richtung Norden.

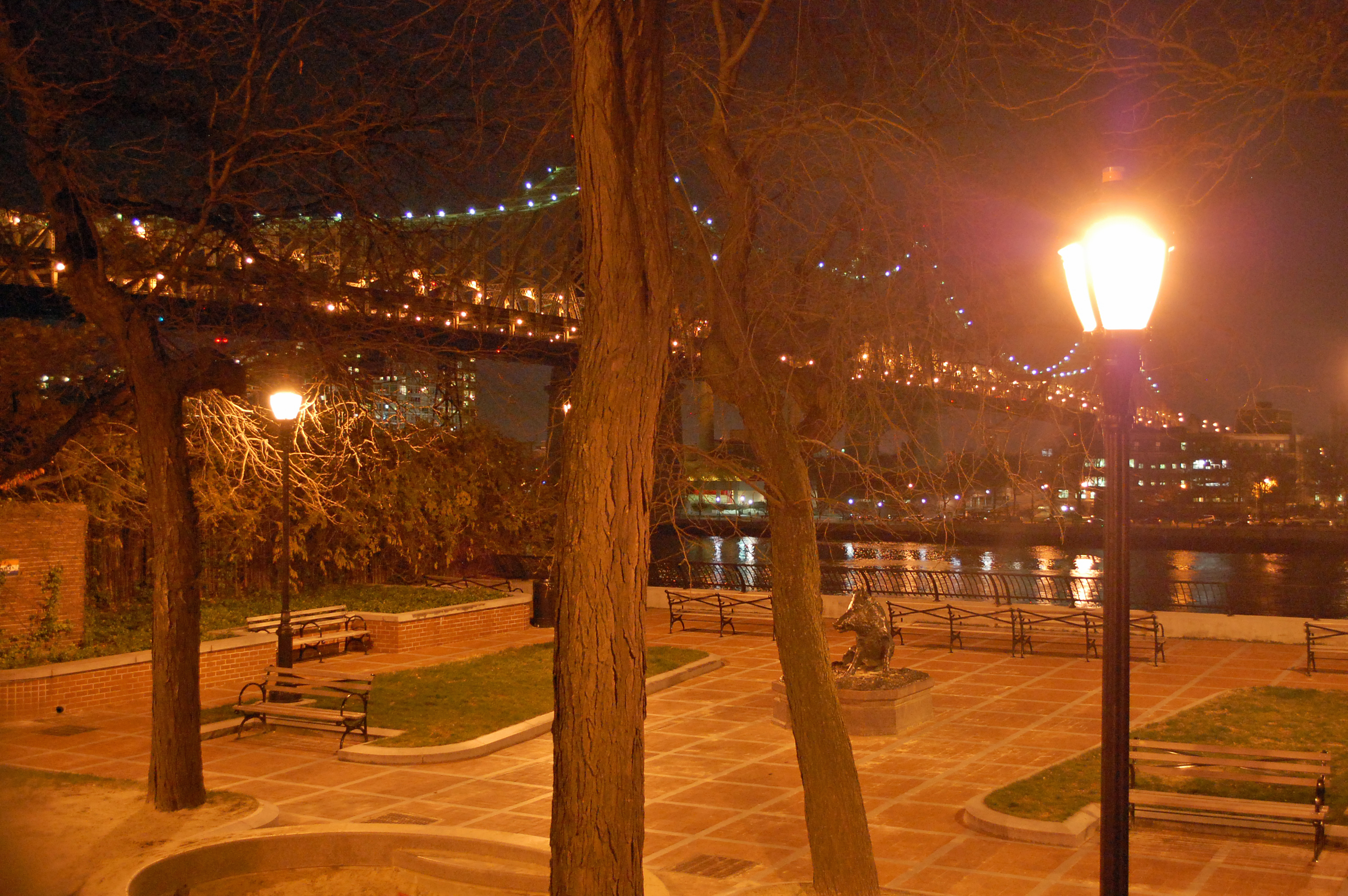
Sutton Place Park am Ende der East 57th Street mit der Queensboro Bridge im Hintergrund.

Im Viertel Sutton Place gibt es zwei öffentliche Parks, von denen man den East River überblicken kann, einen am Ende der 57th Street und einen weiteren am Ende der 53rd Street.
Der 57th-Street-Park ist durch einen gusseisernen Zaun abgegrenzt vom eleganten Privatgarten von One Sutton Place South – einem Apartmenthaus im neo-gregorianischen Stil, das von Rosario Candela entworfen wurde und das zugleich eines der besten Adressen New Yorks ist. Ebendieser Privatgarten hinter One Sutton Place South ist derzeit Gegenstand einer Auseinandersetzung zwischen den Wohnungseigentümern des Gebäudes und dem New York City Department of Parks and Recreation. Ebenso wie der angrenzende Park ist der rückseitige Garten von One Sutton Place South eigentlich auf dem Betondeckel angelegt, der den FDR Drive abschirmt – eine viel befahrene Stadtautobahn am östlichen Ende Manhattans, die aufgrund der Abschirmung von den Bewohnern von Sutton Place kaum wahrgenommen wird.
1939 hat die Stadt das Eigentumsrecht am Grundstück hinter One Sutton Place South im Rahmen einer Enteignung übernommen, um den FDR Drive bauen zu können und hat diesen Grund anschließend an die Eigentümergemeinschaft des Gebäudes verpachtet. Nach Angaben der Stadt ist der Pachtvertrag hierfür 1990 ausgelaufen und wurde nicht erneuert. Wenn sich die Stadt in diesem Rechtsstreit durchsetzen kann, wird der hier bestehende Privatgarten mit dem angrenzenden Park vereint. Dadurch würde die Größe der öffentlichen Grünfläche mehr als verdoppelt werden.

## Trivia

### Theater
- Sutton Place an der East 53rd Street ist Schauplatz des Theaterstücks Dead End (Sackgasse) von 1935 und des gleichnamigen Films von 1937.

### Film
- Sutton Place kommt in folgenden Filmen vor:

- Sackgasse (1937)
- Wie angelt man sich einen Millionär? von Jean Negulesco (1953)
- Satan in High Heels (1960)
- Black Caesar von Larry Cohen (1973)
- Taxi Driver von Martin Scorsese (1976) – hier wird auf die wohlhabenden Bewohner von Sutton Place South verwiesen.
- Sutton Place park kommt im Film Manhattan von Woody Allen vor (1979).
- Im Film Scarface (1983) gibt es eine Szene in der Tony Montana (Al Pacino) am Heliport an der 60th Street telefoniert – heute befindet sich dort ein Hundelaufplatz.
- Der Bösewicht des Films Staatsanwälte küßt man nicht (1986) Victor Taft (Terence Stamp) lebt am Sutton Place.
- In Wall Street (1987) von Oliver Stone bietet eine Immobilienmaklerin (Sylvia Miles) Bud Fox (Charlie Sheen) an, ihm einige Apartments am Sutton Place zu zeigen, als sie erkennt, wie reich er ist.
- Im Film Almost Famous – Fast berühmt von Cameron Crowe (2000) rennt William Miller (Patrick Fugit) den Sutton Place hinunter.
- Das Haus 50 Sutton Place South ist eines der Gebäude, die im Film American Gangster (2007) vorkommen.

### Fernsehen
- Sutton Place spielt in der TV-Serie Mad Men in der 2. Episode der 3. Staffel eine Rolle, da dort der neue britische Geschäftsführer der Werbeagentur nach seiner Ankunft in New York eine Wohnung findet.